# Mike West
Mike West (n. 31 august 1964, Kitchener, Ontario, Canada) este un înotător ce a reprezentat Canada, medaliat olimpic. A participat la o ediție a Jocurilor Olimpice (1984) în care a câștigat două medalii de argint și o medalie de bronz.